# Room on the 3rd Floor
Room on the 3rd Floor är popgruppen McFlys första album, utgivet 2004. Det blev etta på topplistan i England.
Bland låtarna på skivan finns "5 Colours in Her Hair", som blev en listetta direkt när den släpptes, "Obviously", som också blev en listetta, och "That Girl", som var den första låten som skrevs till McFly av Tom Fletcher och James Bourne. Albumet sålde 2x Platinum, ca 800 000 kopior.

## Låtlista
1. "5 Colours in Her Hair" - 2:58
2. "Obviously" - 3:18
3. "Room on the 3rd Floor" - 3:16
4. "That Girl" - 3:17
5. "Hypnotised" - 3:02
6. "Saturday Night" - 2:47
7. "Met This Girl" - 2:46
8. "She Left Me" - 3:25
9. "Down by the Lake" - 2:37
10. "Unsaid Things" - 3:25
11. "Surfer Babe" - 2:33
12. "Not Alone" - 4:18
13. "Broccoli" - 3:31